# Heliotrop peruwiański
Heliotrop peruwiański, heliotrop wonny, tomiłek peruwiański, słonecznica peruwiańska (Heliotropium arborescens) – gatunek byliny z rodziny ogórecznikowatych występujący w Ameryce Południowej na terenie Peru, Ekwadoru. Jest to jeden z najbardziej pachnących wanilią i słodkością gatunków, który kwitnie latem oraz wczesną jesienią. Jest rośliną trującą.

## Morfologia
PokrójBylina dorastająca do 30 cm wysokości, w swojej ojczyźnie jest podkrzewem dorastającym do 1 m.
LiścieOwalnolancetowate, szorstko owłosione.
KwiatyZebrane w skrętki.

## Zastosowanie
- Uprawiany jest jako ozdobna roślina doniczkowa oraz w ogródkach, na rabatach (w Polsce jako roślina jednoroczna).
- Z kwiatów  otrzymywany jest olejek heliotropowy, który wykorzystywany jest w perfumerii.

## Uprawa
WymaganiaMinimalna temperatura uprawy dla rośliny to 7 °C. Aby nasiona wykiełkowały niezbędne jest zapewnienie im minimalnej temperatury 21 °C. Roślina nie powinna być narażona na bezpośrednie słońce w gorące, letnie dni. Heliotrop powinien być podlewany umiarkowanie, lecz w okresie jego intensywnego wzrostu bardziej obficie. Przycina się młode egzemplarze, które dzięki temu lepiej się krzewią.
RozmnażanieHeliotrop peruwiański rozmnaża się poprzez sadzonki i nasiona, które wysiewa się pod szkłem wczesną wiosną, w marcu. Siewki przepikowuje się do doniczek po upływie czterech tygodni.

## Odmiany uprawne
- 'Marine' – kwiaty w kolorze białym
- 'Nautilus Blue' – kwiaty w kolorze fioletowo-niebieskim

## Galeria

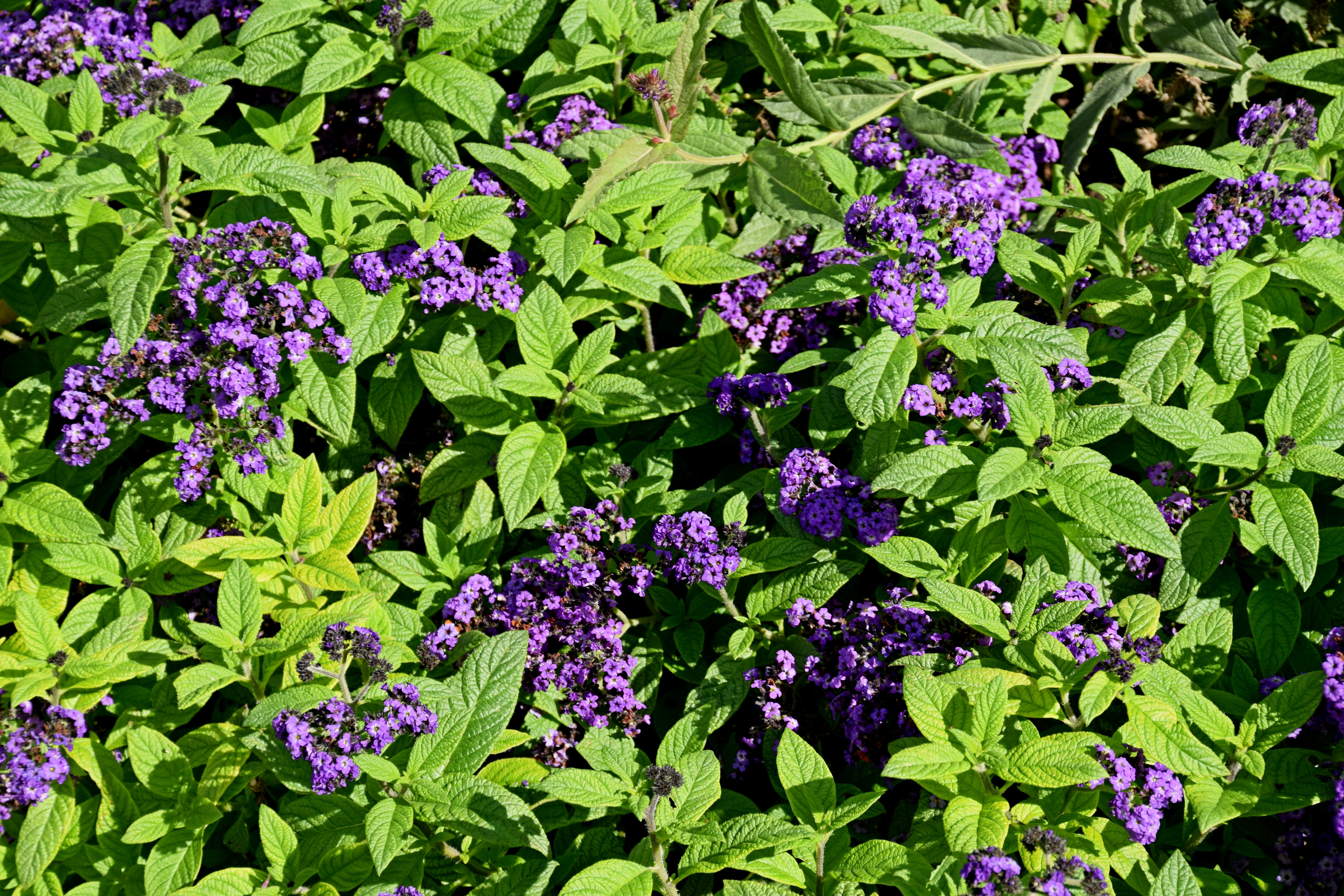
Heliotrop peruwiański
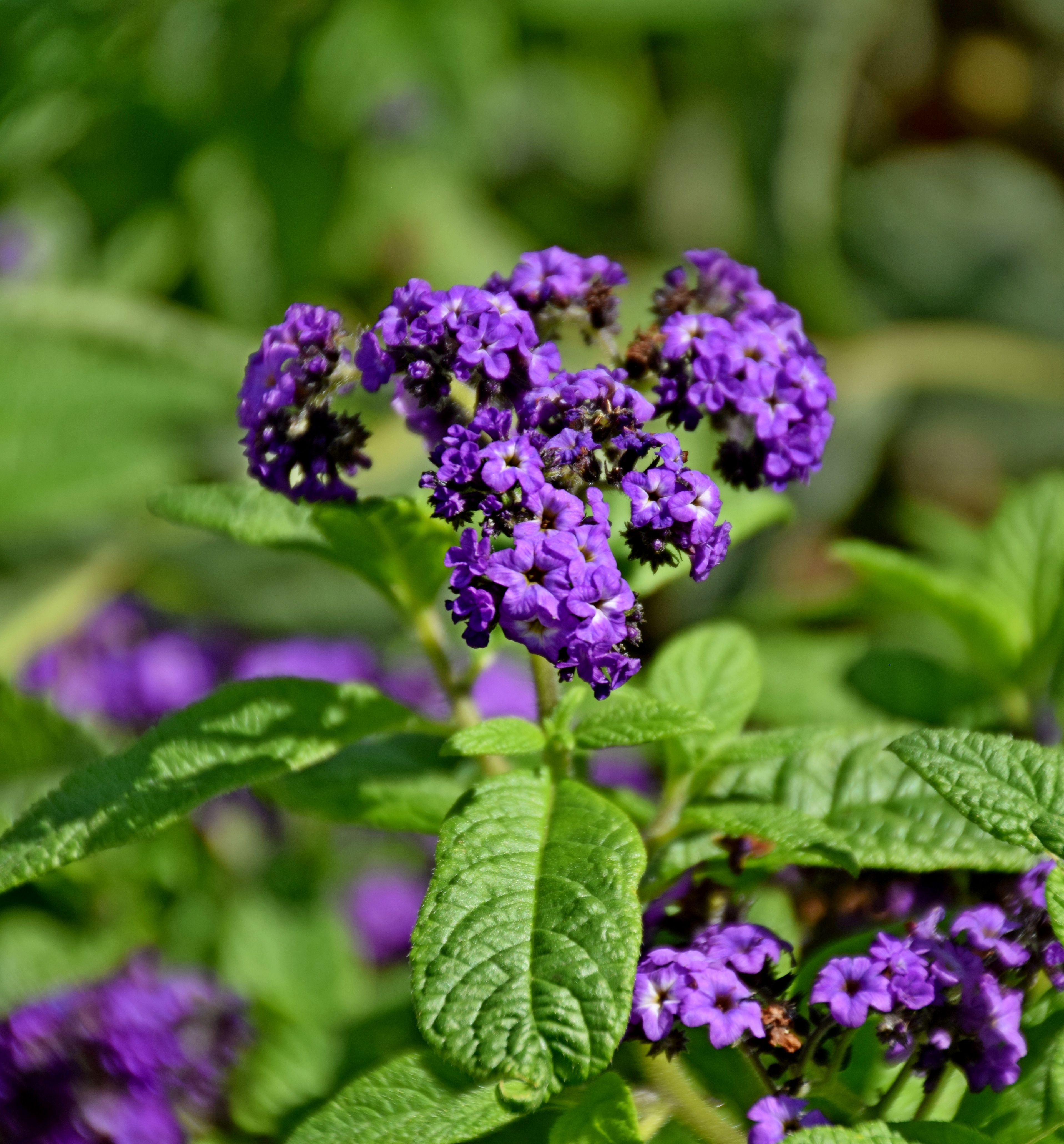
Heliotrop peruwiański
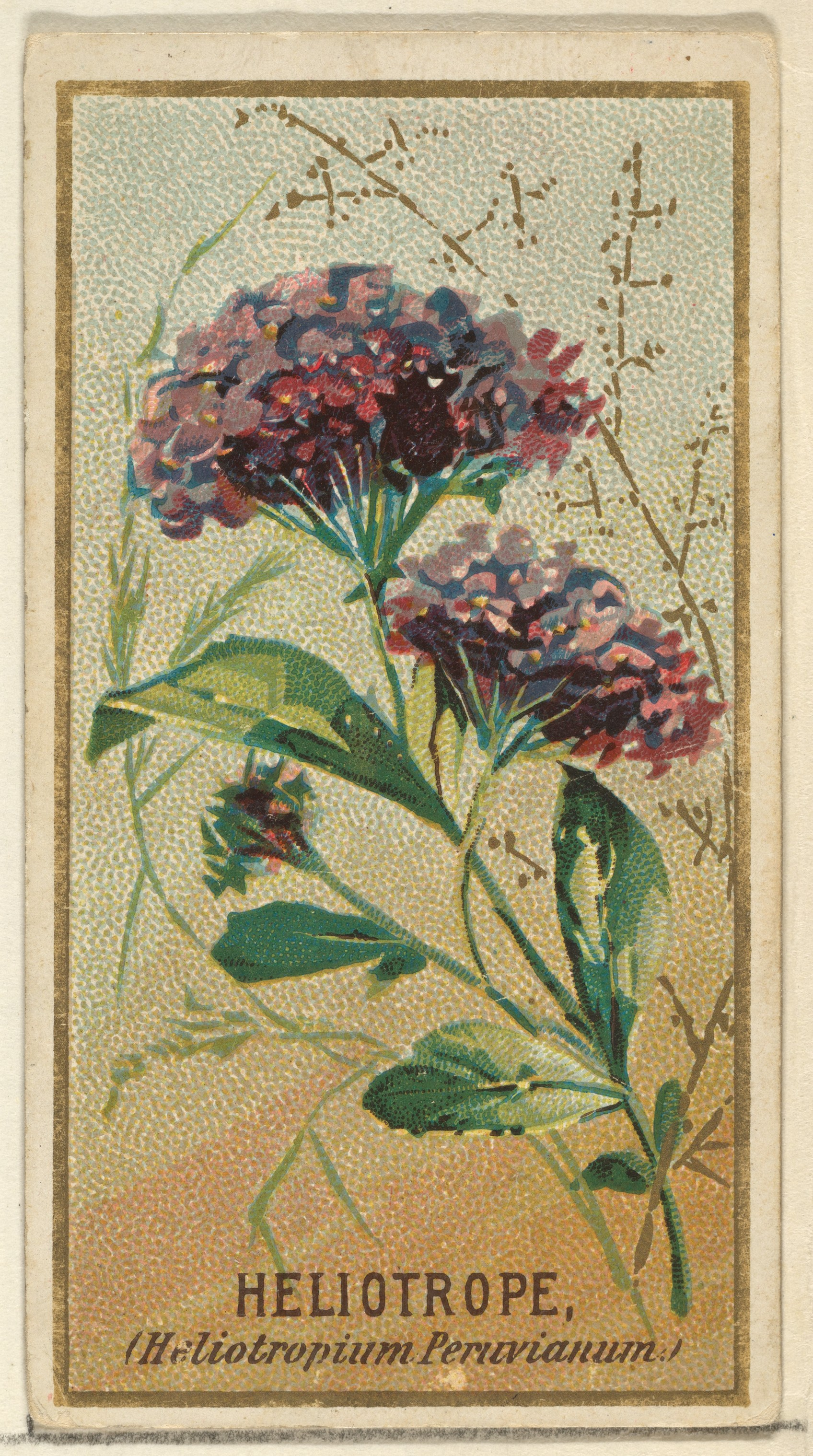
Heliotrop peruwiański